# Лучки (Хмельницкая область)
Лучки (укр. Лучки) — село в Каменец-Подольском районе Хмельницкой области Украины.
Население по переписи 2001 года составляло 213 человек. Почтовый индекс — 32390. Телефонный код — 3849. Занимает площадь 0,9 км².

## Местный совет
32191, Хмельницкая обл., Каменец-Подольский р-н, с. Нефёдовцы